# ハウユニット
ハウユニット（Haugh unit）は鶏卵の鮮度を表す指標の一つである。卵の質量と卵白の盛り上がりの高さから求められる。ハウユニットは、卵が産まれたばかりのときに90前後を示し、時間の経過とともに減少する。ハウユニット60未満の卵は家庭用には不適当とされている。ハウ単位とも呼ばれる。
ハウユニットは1937年、米国人レイモンド・ハウによって提唱された。
R. R. Haugh. 1937. "The Haugh unit for measuring egg quality". U.S. Egg Poultry Magazine, 43, 552–555 and 572–573.

## 原理と測定方法
ハウユニットの基本的な考え方は、濃厚卵白の盛り上がりの高さを卵の鮮度の指標として利用しようというものである。産まれたての卵を割って平らな板の上に落とすと、卵黄のまわりの卵白、すなわち濃厚卵白、はこんもりと盛り上がっている。そして、貯蔵期間を経た卵の濃厚卵白の盛り上がりは小さくなっている。したがって、濃厚卵白の高さを鮮度の指標として利用することが考えられる。
しかし、濃厚卵白の高さは大きな卵ほど大きい。したがって、単純に濃厚卵白の高さを鮮度の指標としたのでは、大きい卵ほど新鮮という誤った判定が下されることになる。そこで、濃厚卵白の高さが大きいほど数値が大きくなり、かつ、卵の大きさが濃厚卵白の高さに与える影響が取り除かれているような指標があると便利である。そして、ハウユニットとはまさにこのような指標である。
卵の大きさを表す指標のうちで最も測定が容易なものは卵の質量である。そこで、ハウユニットの計算においては、卵の大きさの指標として殻つきのままの卵の質量を用いる。また、濃厚卵白の高さの測定には，卵質計という三脚にダイヤルゲージを固定した測定器具が用いられる。平らな板、たいていはガラス板、の上に卵を割り落とし、濃厚卵白のうちでおおむね水平な部分の板表面からの高さを卵質計で測定する。
ハウユニットHUは、
- 殻つきのままの卵の質量wグラム、
- その卵を平らな板の上に割り落としたときの濃厚卵白の高さhミリメートル

から、式
HU = 100 log10 (h - 1.7w0.37 + 7.6)
によって算出される。
上記のように、ハウユニットは、卵を割って濃厚卵白の高さを測定しなければ求めることができない。したがって、ハウユニットは、鮮度を測定して新鮮だと判明した卵だけを出荷するという目的には使えない。

## 議論
ハウユニットが卵の鮮度を表す指標として適切であるかについては、議論の余地がある。
「鮮度」は比較的曖昧な概念であるけれども、もし鮮度を、採取直後の栄養が保存されていること、あるいは、食中毒を引き起こす細菌がそれほど増殖していないこと、腐敗によるいやなにおいがしないこと、などと解釈するのであれば、ハウユニットは鶏卵の鮮度の指標としてふさわしくないかもしれない。上記のように、ハウユニットは主に濃厚卵白の高さに影響される指標であり、栄養価や細菌の数とは直接の関係を持たない。間接にもどれほどの関係を有するのか疑問である。